# Marquard von Salzbach
Marquard von Salzbach è stato un Cavaliere teutonico che giocò un ruolo prominente nel formare il rapporto tra i Cavalieri e il Granducato di Lituania tra il 1389 e il 1410.
Fu preso prigioniero nel luglio 1384 da Vitoldo, Granduca di Lituania, dopo che il sovrano lituano si riconciliò con suo cugino Jogaila durante la guerra civile lituana (1381-1384). A quel tempo, Marquard era un castellano di Nuova Marienburg un castello teutonico sul fiume Nemunas. Marquard diventò amico e stretto consigliere di Vitoldo, il quale lo mandò in missioni diplomatiche per stabilire un'alleanza con i Cavalieri quando scoppiò un'altra guerra civile in Lituania nel 1389. Marquard riottenne la libertà e si unì nuovamente ai Cavalieri, diventando castellano di Ragnit (ora Neman) ed esperto di questioni lituane data la sua conoscenza della lingua lituana e conoscenza interna della corte reale.
Quando Vitoldo attaccò i Cavalieri, Marquard combatté contro la Lituania nel tentativo di conquistare la Samogizia. Marquard aiutò a negoziare la pace nel trattato di Salynas del 1398 e riuscì a portare 1600 unità di cavalleria a sostegno di Vitoldo nella battaglia del fiume Vorskla contro l'Orda d'Oro, avvenuta nel 1399. La battaglia si concluse con una sconfitta disastrosa dei lituani, e con la fuga di Vitoldo. Delle forze teutoniche, solo tre cavalieri riuscirono a scappare con pochi soldati di basso rango.
Dopo la prima rivolta in Samogizia ispirata da Vitoldo, Marquard accusò Vitoldo di tradimento e quasi mandò in fumo i negoziati per il trattato di Raciąż del 1404. Dopo la conclusione del trattato, Marquard insultò ancora Vitoldo attaccando sua madre Birutė, assassinata. Il conflitto personale si inasprì e fu infine risolto nella battaglia di Grunwald del 1410, a cui Marquard partecipò come komtur di Brandenburg. Secondo le note di Jan Długosz in Banderia Prutenorum, fu catturato dal padre di Długosz e poi decapitato da Vitoldo quando rifiutò di scusarsi per gli insulti.